# Република Мађарска (1946—1949)
Република Мађарска (мађ. Magyar Köztársaság) је била парламентарна република која је настала нако распада Краљевине Мађарске 1. фебруара 1946, а престала је да постоји 20. августа 1949. године када је формирана Народна Република Мађарска.

## Историја
Од септембра 1944. до априла 1945, како се Други свјетски рат у Европи приводио крају, совјетска Црвена армија вршила ослобађање Мађарске. Битка за Будимпешту је трајала скоро два мјесеца, током које је уништен већи дио града. Западни савезници и Совјетски Савез нису подржавали промјене граница Мађарске из 1938. године, па је мировним уговором потписаним од стране Мађарске 1947. одлучено да су одлуке донеше на Првој бечкој арбитражи 2. новембра 1938 неважеће. То је значило да су мађарске границе враћене на стање од прије 1. јануара 1938. године, што је доводило до губљења територија стечених у периоду од 1938. до 1941. Совјетски Савез је припојио Закарпатје, који је једним дијелом био у саставу Мађарске од 1938. Од 1946. до 1948. године, половина мађарских Нијемаца (око 250.000 људи) је депортовано у Њемачку, а настала је и принудна размјена становништва између Мађарске и Чехословачке.
Совјети су успоставили алтернативну владу у Дебрецину 21. децембра 1944, прије заузимања Букурешта 18. јануара 1945. године. Золтан Тилди се налазио на челу прелазне владе.
На изборима одржаним у новембра 1945. године, Независна партија малих пољопривредника освојила је 57% гласова. Мађарска комунистичка партија, под водством Маћаша Ракошија и Ернеа Гереа, добила је подршку само 17% становништва. Совјетски командат у Мађарској, маршал Климент Ворошилов, одбио је да дозволи Партији малих пољопривредника да оформи владу. Умјесто тога Ворошилов је успоставио коалициону владу са комунистима, који су држали неке од кључних позиција. Лидер Мали пољопривредника, Золтан Тилди, именован је за предсједник скупштине, Ференц Нађ за предсједник владе, а Маћаш Ракоши за замјеник предсједника владе у фебруару 1946.
Током 1945. и 1946, национална валута, пенге, била је потпуно уништена највећом хиперинфлацијом забиљеженом у историји. Једини спас за привреду је била нова валута, тако да је форинта поново уведена 1946.
Ласло Рајк је постао министар унутрашњих послова и онда је основао тајну полицију. Фебруара 1947. године полиција је хапсила лидере Партије малих пољопривредника и Националне сељачке партије.